# Fraseria ocreata
Il pigliamosche di foresta (Fraseria ocreata (Strickland, 1844) è un uccello passeriforme della famiglia dei Muscicapidi.

## Distribuzione e habitat
È comune in Angola, Benin, Camerun, Repubblica Centrafricana, Repubblica del Congo, Repubblica Democratica del Congo, Costa d'Avorio, Guinea Equatoriale, Gabon, Ghana, Guinea, Liberia, Nigeria, Sierra Leone e Uganda.
I suoi habitat naturali sono le praterie umide tropicali e subtropicali e le aree montane.